# Cesare II. Gonzaga
Cesare II. Gonzaga (* 1592 in Mantua; † 26. Februar 1632 in Wien) war der Sohn des Herzogs Ferrante II. Gonzaga von Guastalla und dessen Nachfolger von 1630 bis 1632.
Er war seit 1612 mit Isabella Orsini (1598–1623), einer Tochter von Virginio Orsini, verheiratet und hatte einen Sohn, Ferrante III. Gonzaga (1618–1678), der auch sein Nachfolger wurde.
Seit 1630 war er kaiserlicher Generalkommissar für Reichsitalien.